# 名鉄グループバスホールディングス
名鉄グループバスホールディングス株式会社（めいてつグループバスホールディングス、英文社名：MEITETSU GROUP BUS HOLDINGS Co., Ltd. ）は、名鉄グループのバス事業を統括する中間持株会社。
名鉄グループの一連の事業再編により、2022年（令和4年）7月1日付で名古屋鉄道の100%出資により設立された。本社は愛知県名古屋市中村区名駅4丁目26番25号（名鉄バス本社と同一所在地）に置く。

## 概要

### 設立の経緯
2022年（令和4年）5月11日に開催された名古屋鉄道の取締役会において、同社からの会社分割（新設分割）により、同年7月11日付で、名鉄グループのバス事業を統括する中間持株会社として「名鉄グループバスホールディングス株式会社」の設立を決議し、同日付プレスリリースでこれを発表した。
名鉄グループバスホールディングス（以下「名鉄グループバスHD」）は、名鉄グループのバス事業者7社のほか、その傘下にある関連会社5社（名鉄グループバスHDでは「系列5社」と呼ぶ）も合わせ、名鉄グループ内の12社を統括する。
従来は名古屋鉄道の直下にあった名鉄グループの各バス事業者を名鉄グループバスHDに統括させることにより、貸切バス（観光バス）の企画事業などを中間持株会社へ集約し、所属する各バス事業者の空車を融通するなどして運行を効率化するとともに、設備や従業員の配置の見直しなども実施し、コロナ禍の影響により大きな打撃を受けたバス事業の再構築を図る。

### 名鉄グループの事業再編
また名古屋鉄道はこれと前後して、名鉄グループ内の他業種でも事業再編を進めてきた。
- 2016年（平成28年）4月1日 - 名鉄交通を中間持株会社化し、名鉄タクシーホールディングスへ商号変更（詳細は名鉄タクシーホールディングスの記事を参照）。
- 2021年（令和3年）6月1日 - 名鉄ホテルホールディングスを設立、グループ内のホテル事業を中間持株会社へ集約。
- 2022年（令和4年）4月1日 - 名古屋鉄道本体の不動産事業を名鉄不動産へ統合、同時に名鉄不動産を名鉄都市開発へ商号変更。
- 2022年（令和4年）7月1日 - 物販事業（名鉄産業の駅売店・駅ナカコンビニ）および携帯電話販売代理店事業を名鉄生活創研へ移管[5]。

## 所属事業者

### バス事業者
1. 名鉄バス[1]（愛知県名古屋市中村区）[4]
2. 名鉄観光バス[1]（愛知県名古屋市中川区）[7]
3. 知多乗合[1]（愛知県半田市）[8]
4. 岐阜乗合自動車[1]（岐阜県岐阜市）[9]
5. 濃飛乗合自動車[1]（岐阜県高山市）[10]
6. 東濃鉄道[1]（岐阜県多治見市）[11]
7. 北恵那交通[1]（岐阜県中津川市）[12]

### 系列会社
1. 株式会社名鉄知多バス旅行[1]（愛知県半田市）[13] - 知多乗合グループ。知多乗合のバスツアー「かもめツアー」[14]を企画・催行する旅行会社[1]。
2. 有限会社知多自動車学校（愛知県半田市）[1][15] - 知多乗合グループ。名鉄グループの自動車教習所[16]。
3. 華陽オートテック株式会社[1]（岐阜県各務原市） - 岐阜バスグループ、バス車両など自動車整備業[17]
4. 東鉄タクシー株式会社[1]（岐阜県多治見市） - 東濃鉄道グループのタクシー事業者。バス事業（貸切バス・乗合バス）も行う[18]。
5. 東鉄商事株式会社 - 東濃鉄道グループ。恵那峡遊覧船の運行および流通業などを手掛ける企業[19]。